# بییاموئرا د لا کوئسا
بییاموئرا د لا کوئسا (به اسپانیایی: Villamuera de la Cueza) یک شهرستان در اسپانیا است که در استان پالنسیا واقع شده‌است.

## خصوصیات
بییاموئرا د لا کوئسا ۲۵ کیلومترمربع مساحت و ۶۰ نفر جمعیت دارد.